# Washington State Legislature

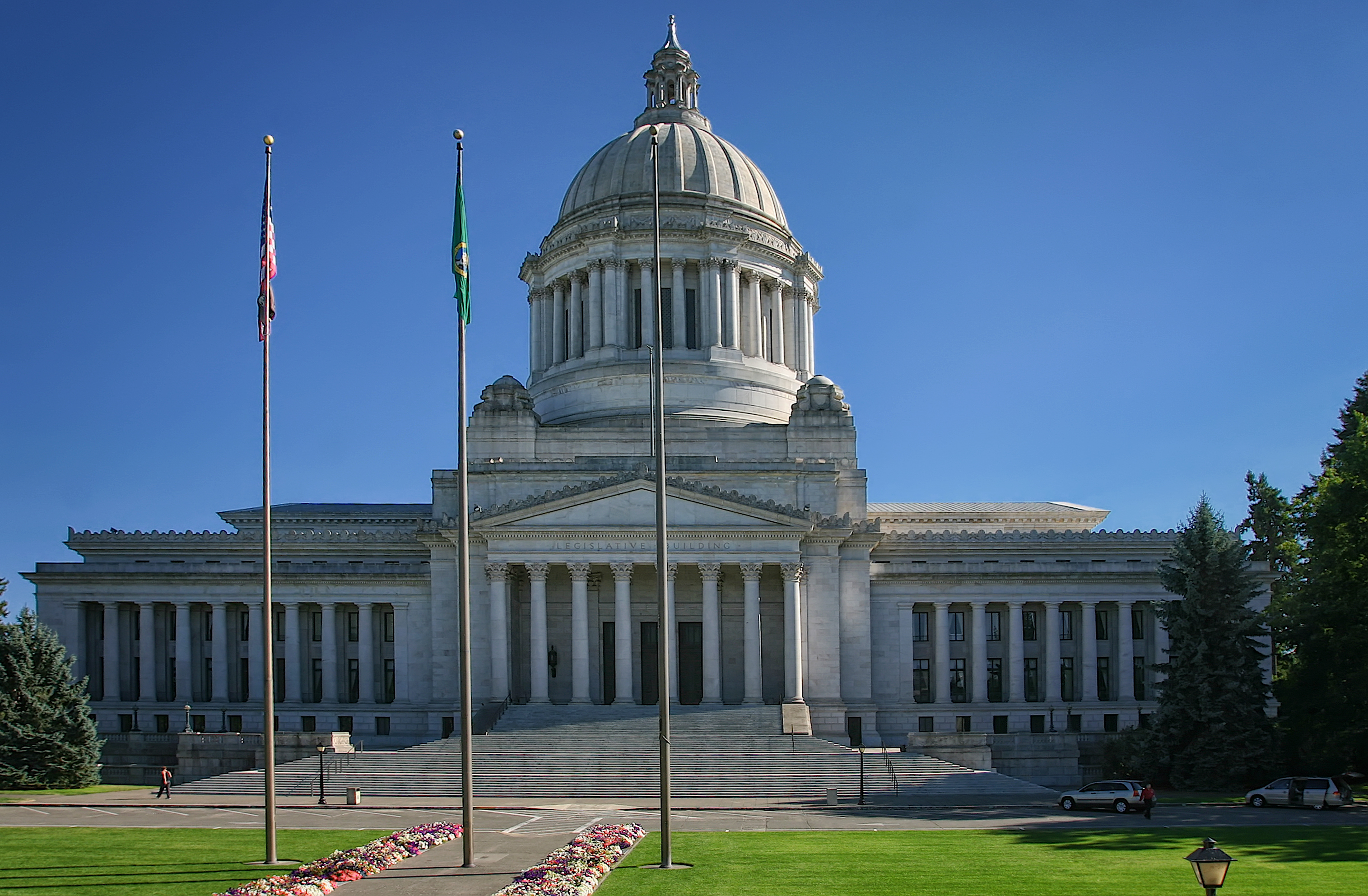
Die State Legislature tagt im Washington State Capitol

Die Washington State Legislature ist die State Legislature und damit die Legislative des US-Bundesstaats Washington. Sie wurde durch die staatliche Verfassung 1889 geschaffen und besteht aus dem Repräsentantenhaus von Washington, das als Unterhaus fungiert, sowie dem Senat von Washington als Oberhaus. Die State Legislature tagt im Washington State Capitol in Olympia, das auch Sitz des Gouverneurs und seines Stellvertreters ist.
Das Repräsentantenhaus besteht aus 98 Mitgliedern, der Senat aus 49. Das Repräsentantenhaus wird für zwei Jahre gewählt. Die Amtszeit der Senatoren beträgt vier Jahre, jeweils die Hälfte des Senats wird gleichzeitig mit dem Repräsentantenhaus gewählt. Der Wahltag fällt mit dem des Bundeskongresses zusammen. In jedem Wahlbezirk werden ein Senator und zwei Mitglieder des Repräsentantenhauses gewählt, für letztere hat jeder Wähler daher zwei Stimmen.
Wählbar sind US-Bürger, die im Wählerregister eingetragen sind. Das Mindestalter für beide Häuser beträgt 18 Jahre.
Die National Conference of State Legislatures (NCSL) ordnet die State Legislature von Washington als „hybrid“ zwischen einem Vollzeit- und einem Teilzeitparlament ein. Mit einer Vergütung von 56.881 USD pro Jahr und 120 USD pro Sitzungstag (2020) liegen die Abgeordneten im Mittelfeld der Staatsparlamentarier.